# Amblyseius akilinik
Amblyseius akilinik är en spindeldjursart som beskrevs av Chant och Hansell 1971. Amblyseius akilinik ingår i släktet Amblyseius och familjen Phytoseiidae. Inga underarter finns listade i Catalogue of Life.